# Ship Bottom
Ship Bottom è un comune (borough) degli Stati Uniti d'America nella contea di Ocean, nello Stato del New Jersey. È situato sulla costa atlantica, nella parte centrale della Long Beach Island.
Divenne comune a sé nel 1925 distaccandosi dalla township di Long Beach, con il nome di Ship Bottom-Beach Arlington. Nel 1947 si decise di semplificarne il nome passando all'attuale, Ship Bottom.
È una località turistica balneare, nota per essere l'accesso alla Long Beach Island, essendo la Route 72 che la collega a Manahawkin, passando per la Manahawkin Bay grazie ad una serie di ponti, l'unica strada che porta dalla terraferma all'isola.